# David Williams (pirate)
Pour les articles homonymes, voir Williams et David Williams.
David Williams (parfois cité sous le nom de Wallin, fl. 1698-1709) est un marin gallois devenu pirate après avoir été abandonné à Madagascar. Il ne sera que brièvement capitaine et est surtout connu pour avoir navigué sous les ordres d'un certain nombre de capitaines pirates plus éminents. 

## Biographie
Williams est membre d'équipage à bord du Mary de la Compagnie britannique des Indes orientales dans les années 1690. Au cours d'une escale à Madagascar, il rejoint la terre à la nage pour y chercher de l'eau potable afin de reconstituer les réserves du Mary. Les vagues hautes et déferlantes l'empêchent de regagner le navire, qui finira par repartir sans lui. Il est recueilli par une tribu malgache amicale et combat à leurs côtés dans diverses guerres tribales. Il se met au service de différents rois locaux qui lui donneront même le commandement de certaines de leurs troupes après avoir remarqué sa bravoure et son habileté au combat. 
Vers 1698, il rejoint le comptoir pirate d'Abraham Samuel à proximité de Fort Dauphin et commence sa carrière de pirate. Il rejoint d'abord Evan Jones à bord du Beckford Galley. Le navire de Jones fait naufrage pendant un carénage. Il embarque alors sur le Pelican, commandé par Joseph Wheeler (ou peut-être  Robert Colley). Par la suite, il navigue avec Robert Culliford sur le Mocha, avec George Booth à bord du Speaker et avec Thomas Howard sur le Prosperous. Lors d'une visite à l'ancien pirate Aert Van Tuyl, les hommes de Howard apprennent que Van Tuyl avait attaqué un autre groupe de pirates un peu plus tôt, ce qui déclenche une bataille au cours de laquelle Williams est fait prisonnier. 
Van Tuyl garde Williams comme esclave. Celui-ci parvient à s'évader quelques mois plus tard. Il vit alors pendant un an aux côtés d'un prince malgache avant de rejoindre une colonie de pirates dirigée par le néerlandais John Pro. Williams, Pro et d'autres seront capturés par une frégate de la Royal Navy. S'évadant à nouveau, Williams rejoint le pirate Thomas White pendant quelque temps. En 1706, il navigue avec John Halsey à bord du Charles. Lorsque Halsey revient à Madagascar en 1707, Williams part aider un roi local dans ses conflits tribaux. 
Par la suite, Halsey capture le Neptune, un navire négrier écossais. Il meurt peu de temps après et Williams est élu capitaine, avec Samuel Burgess comme quartier-maître. Le Neptune est presque immédiatement détruit dans une tempête. Burgess et Williams se livrent alors au commerce d'esclaves jusqu'à ce que Burgess soit tué après une dispute avec un chef tribal local. Williams décide d'équiper un sloop pour reprendre ses activités de pirate mais sa mauvaise navigation et des vents contraires gardent son navire coincé près du rivage pendant un certain temps. Il finira par parvenir à rejoindre la colonie arabe de Boina pour y faire du commerce. A ce moment-là, il ne reste plus que cinq hommes à Williams. Le gouverneur de Boina envoie des troupes à leur encontre. Elles leur tendent une embuscade, les tuant tous et pillant le sloop. Un roi malgache que Williams avait aidé par le passé est furieux d'apprendre sa mort. Pour se venger, il fait enlever et tuer le gouverneur de Boina.